# Brünigbahn
Brünigbahn (dřívější provozovatel SBB Brünig) je úzkorozchodná ozubnicová trať ve Švýcarsku s rozchodem 1000 mm, spojující Lucern – Meiringen – Interlaken Ost. V současné době patří Brünigbahn společnosti Zentralbahn AG (ZB) jako jedna z jejích dvou tratí.
Trať je v některých úsecích s vyšším stoupáním vybavena ozubnicovým systémem Riggenbach
Brünigbahn byla v letech 1995–2004 provozována dceřinou společností Švýcarských spolkových drah SBB Brünig. Dne 30. června 2004 bylo rozhodnuto o prodeji trati společnosti Luzern-Stans-Engelberg-Bahn (LSE). Sloučením SBB Brünig a Luzern-Stans-Engelberg-Bahn vznikla k 1. lednu 2005 společnost Zentralbahn AG, spravující obě tratě.
Brünigbahn spojuje Lucern s turistickou oblastí v okolí Interlakenu (Jungfrau) – společné nádraží s Berner Oberland-Bahn (BOB), dále v nádraží Brienz na Brienz Rothorn Bahn (BRB), v Meiringen napojení na Innertkirchen tratí Meiringen-Innertkirchen Bahn (MIB) a napojení v Alpnachstadu na Pilatusbahn. Traťový úsek mezi Hergiswilem a Luzernem je společný s tratí Luzern – Stans – Engelberg.
Trať Brünigbahn je součástí turisticky atraktivního systému tratí Golden Pass Line – Lucern – Interlaken – Zweisimmen – Montreux.

## Historie
| 14. června 1888    | Otevření úseku Alpnachstad – Brünigpass - Brienz, tehdy společnost Jura-Bern-Luzern-Bahn (JBL) |
| 1. června 1889     | Otevření úseku Alpnachstad – Luzern                                                            |
| 1. ledna 1890      | Jura-Bern-Luzern-Bahn (JBL) sloučena do Jura-Simplon-Bahn (JS)                                 |
| 1. května 1903     | Jura-Simplon-Bahn (JS) sloučena do SBB Brünigbahn                                              |
| 23. říjen 1916     | Otevření úseku Brienz – Interlaken Ost                                                         |
| 18. listopadu 1941 | Dokončení elektrifikace provozu mezi Luzernem a Meiringenem                                    |
| 24. prosince 1942  | Dokončení elektrifikace provozu mezi Luzernem a Meiringenem                                    |
|                    |                                                                                                |
| 22. srpna 2005     | Záplavy, poškozen úsek Sarnen – Brienz                                                         |
| 1. ledna 2006      | Sloučení SBB Brünigbahn a Luzern-Stans-Engelberg-Bahn (LSE) vznik Zentralbahn AG               |

Původní doprava (před stavbou železnice) byla zajišťována jen pomocí parníků po jezerech Brienzského jezera a Lucernersee.
Při silných deštích a následných záplavách byl 22. srpen 2005 poškozen úsek Sarnen – Brienz. Bylo zničeno mnoho mostů, celkové škody dosáhly výše 75 milionů CHF.

## Stavby
Nejdelší tunel je Lopper -I- o délce 1.186 m. Později byl v r. 1964 proražen tunel Loper -II- napojující Luzern-Stans-Engelberg-Bahn (LSE) na Brünigbahn. Portály tunelů Lopper jsou vedle sebe na straně u nádraží Hergiswil. Celkově je na trati postaveno 13 tunelů. Mezi Luzernem a Hergiswil byla trať dlouho vedena provizorně z důvodu výstavby dálnice. V tomto úseku je trať dvojkolejná.
Na trati jsou tři mosty s rozpětím více než 100 metrů. Dva mosty mají specifické vlastnosti. Most Aarebrücke poblíž Interlakenu musí být tak vysoký, aby pod ním mohly proplouvat parníky na jezero Brienzersee. Problematickým je ocelový příhradový most u Hirscherengraben, který je pravidelně zasypáván lavinami a skrápěn vodopádem. Jako ochrana je zde instalována dřevěná zdrž, která slouží i pro silnici.

## Parametry
Technická data podrobně
| Rozchod:              | 1000 mm       |
| Provozní délka:       | 73,82 km      |
| Délka ozubnice:       | 9,13 km       |
| Ozubnicový systém:    | Riggenbach    |
| Převýšení:            | 566 m         |
| Největší sklon:       | 121 ‰         |
| rychlost:             | 75 km         |
| rychlost na ozubnici: | 25/40 km/h    |
| Elektrická trakce:    | 15 kV 16,7 Hz |
| Počet tunelů:         | 13            |
| Počet mostů:          | 124           |
| Stanice a zastávky:   | 21            |

## Galerie

Brünigbahn ...
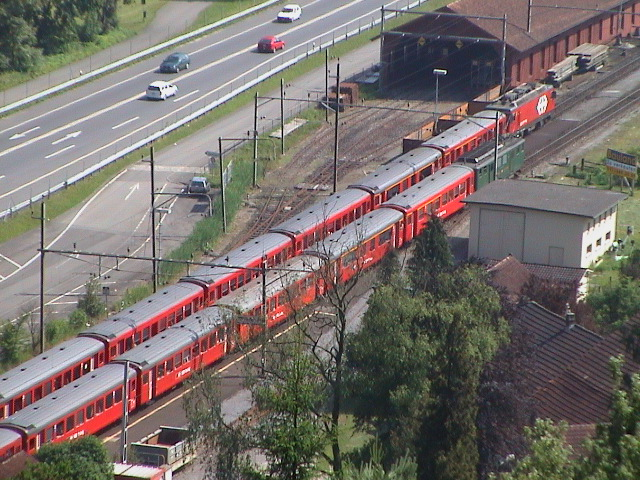
Alpnachstadt
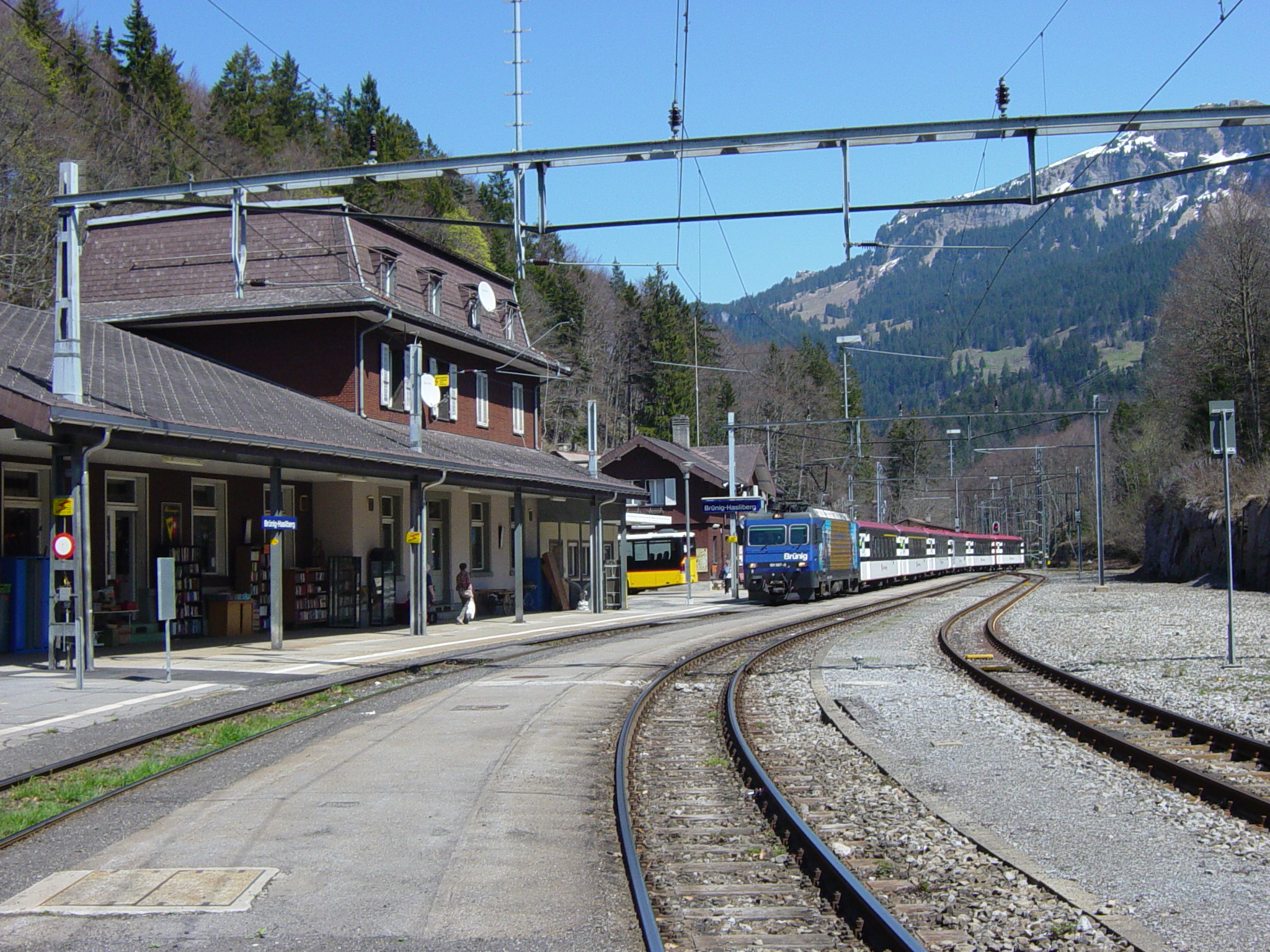
Bruenig-Hasliberg
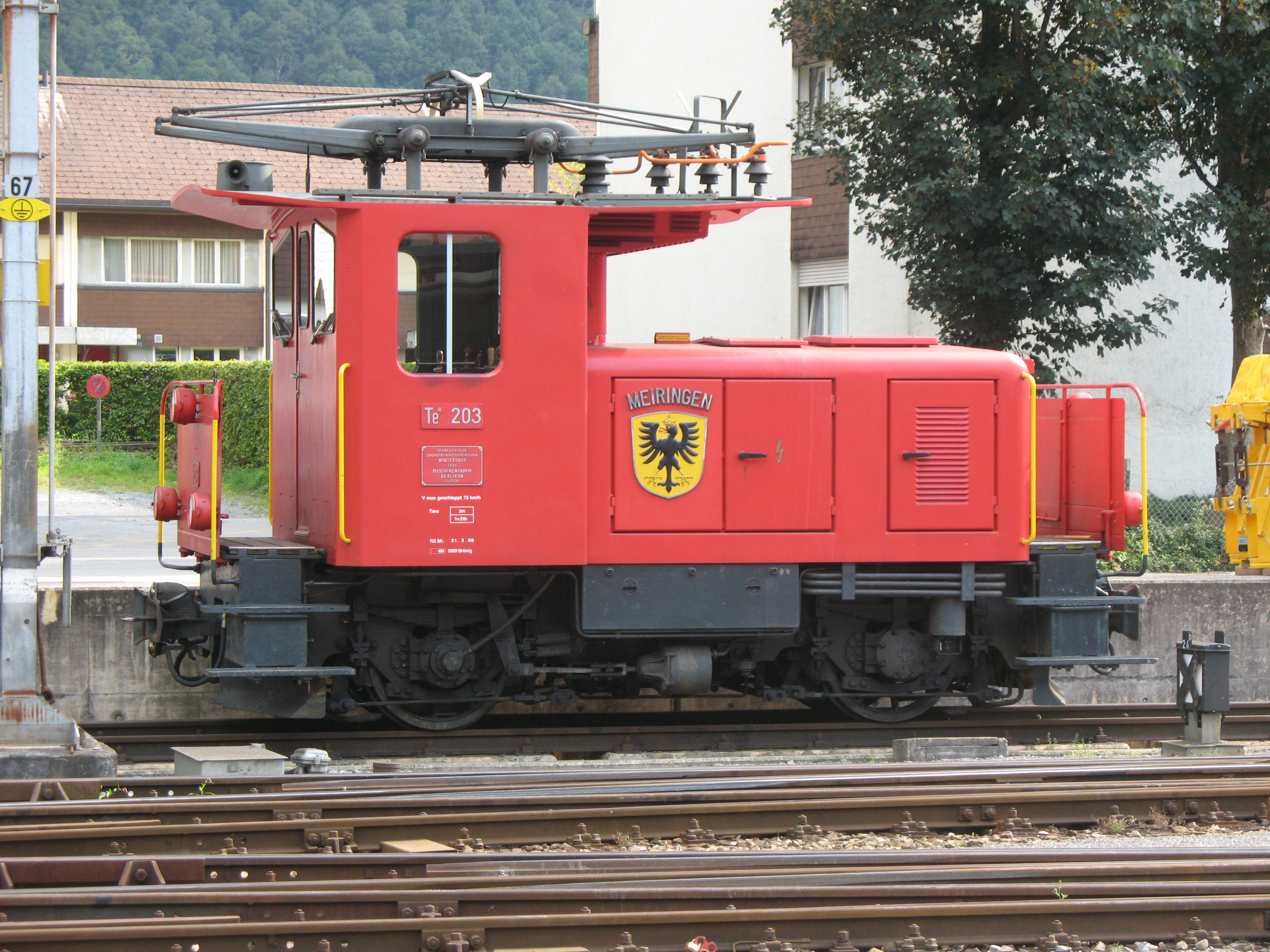
Meiringen
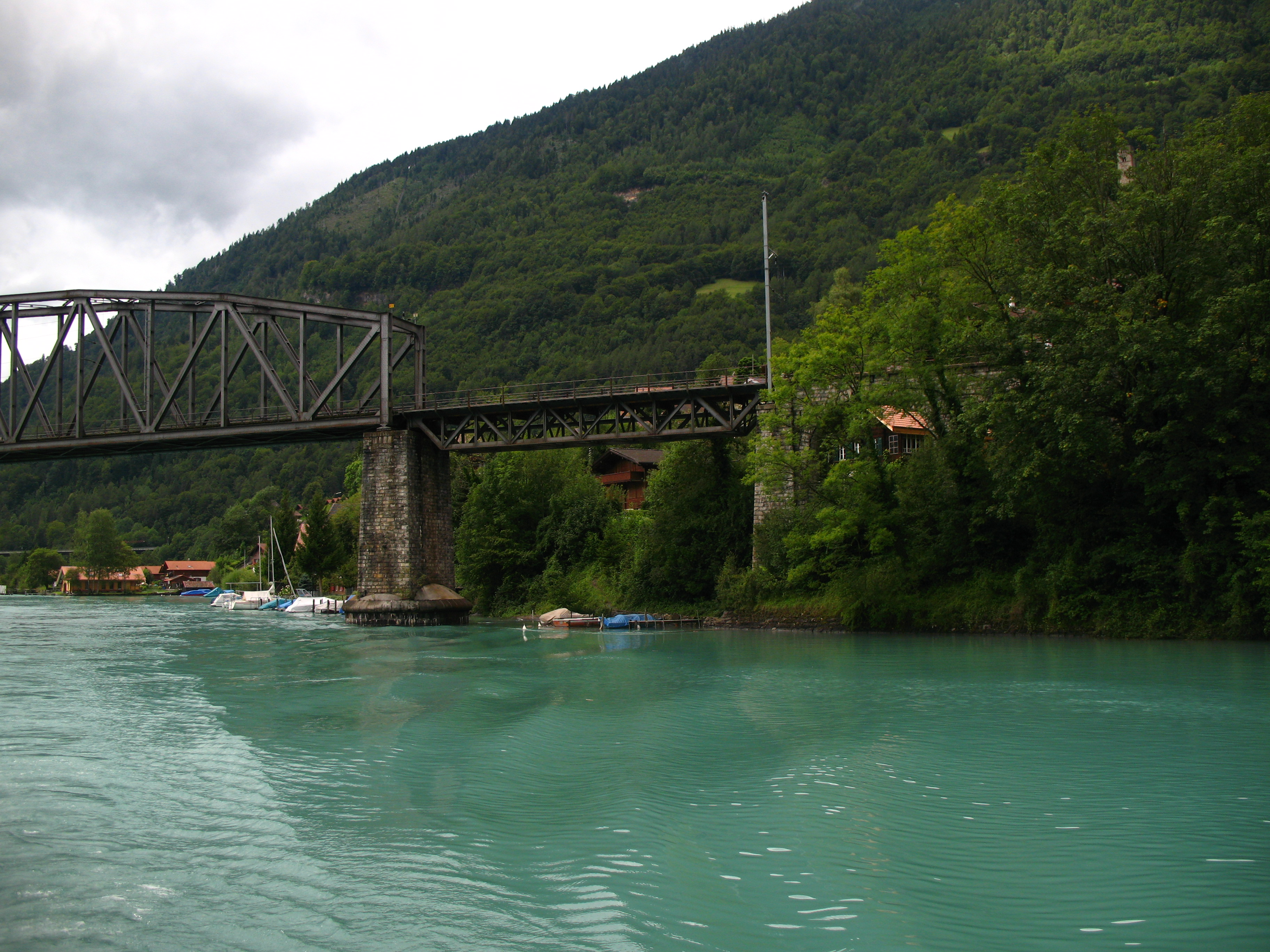
Most u Interlakenu
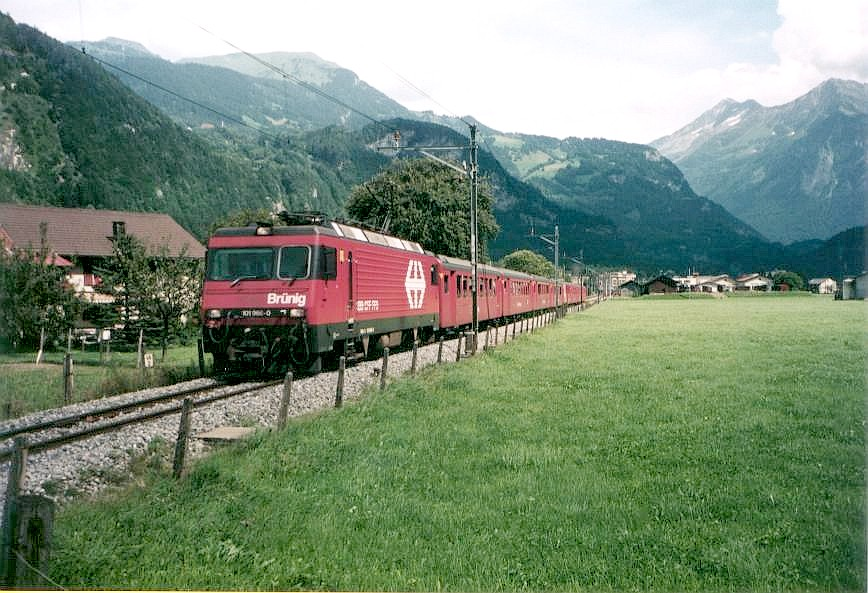
Trať u Meiringenu
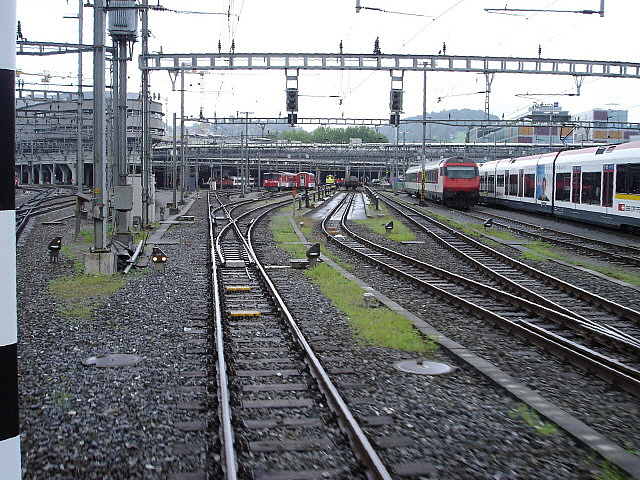
Luzern